# Bohuslav Fott
Bohuslav Fott ( 1908 - 1976) fue un botánico, micólogo, y algólogo checo, además fue profesor del Dto. de Botánica Criptogámica de la Universidad Carolina de Praga.

## Algunas publicaciones
- 1963. Granulochloris Spinifera Sp. Nova. 3 pp.

- 1949. Corone: A New Genus of Colonial Volvocales. Ed. C̆eská spoleo-nost nauk Tr̆ída matematicko-pr̆íro-vĕdecká. 9 pp.

### Libros
- 1972. Das Phytoplankton des Süßwassers: Systematik und Biologie. Vol. 6. Con Gottfried Hüber-Pestalozzi. Edición ilustrada de E. Schweizerbart, 116 pp. ISBN 3510400224

- 1969. Studies in phycology. Editor Schweizerbart (Nägele u. Obermiller) 304 pp.

- 1959. Algenkunde. Editor G. Fischer, 482 pp. 2ª ed. 1971. 581 pp.

- 1948. A Monograph of the Genera Lagerheimia and Chodatella. Editor Nákladem Královské C̆eské Spolocnosti Nauk, 32 pp.

- La abreviatura «Fott» se emplea para indicar a Bohuslav Fott como autoridad en la descripción y clasificación científica de los vegetales.[2]